# 阿戸
阿戸（あと）は、広島市安芸区の南部に位置する地区である。

## 定義
- 東…広島市安芸区と東広島市八本松との境界。戸坂峠 (320m) 周辺
- 西…鉾取山など
- 南…広島市安芸区と東広島市黒瀬との境界。熊野川や、笹ヶ峠 (380m) 周辺。原山を含む。
- 北…瀬野、中野との境界地。

## 地理
広島市安芸区の南端部にある地区である。周りを山に囲まれた自然豊かな場所である。主な山としては小田山（標高719.1m 広島市安芸区の最高峰）、鉾取山（標高711.5m）、原山（標高672.2m）がある。東に東広島市八本松、西に熊野町、南に東広島市黒瀬町、北に瀬野や上瀬野が隣接する。中心部を熊野川（瀬野川の支流）が流れている。熊野川の上流から上庭・中庭・下庭と3つの庭（地区）に分かれる。
地名の由来
鎌倉時代の記録に「阿土村」の地名があらわれ、戦国時代には矢野城主野間氏や大内氏の支配下となり、のちに毛利氏の支配下になる。安土桃山時代の安芸国知行帳には「阿戸村」と記されている。江戸時代、賀茂郡熊野跡村と改称、当時賀茂郡には「阿戸村」が2つ存在したため、それぞれ隣接する村の名前を取り、当地区は「熊野跡村」に、もう一方は「内海跡村」に改称された。明治に入り廃藩置県後や市町村制施行後も賀茂郡熊野跡村のままだったが、昭和26年に群境の変更により安芸郡熊野跡村となる。1974年の熊野跡村の広島市編入時に「阿戸町」になった。なお、当地区の広島県道174号瀬野呉線には熊野跡道という通称がついていて、熊野跡村の痕跡を残している。
住所表示・郵便番号
地区内は全て阿戸町という町名である。住居表示は実施されていない。郵便番号は731-4231（熊野郵便局管区）。
近隣の同音・類似地名
上述の内海跡村はその後「安登村」に改称した。現在の呉市安浦町安登。詳細は呉市#地区と町、安浦町#大字・町名を参照のこと。また、沼田郡にも「阿戸村」が存在していたが、1889年に吉山村と合併し「戸山村」となった。現在の広島市安佐南区沼田町大字阿戸。詳細は沼田町 (広島市)#住居表示を参照のこと。

## 施設
- 広島市安芸区 阿戸出張所[3]
  - 阿戸出張所 バス停下車 徒歩約3分
- 阿戸認定こども園 - 広島市内で初めて設置された認定こども園
- 阿戸小中一貫教育校（阿戸小学校・阿戸中学校） - 2020年度から広島市内で小中一貫校に指定された3校のうちの一つ、コミュニティ・スクール（学校運営協議会制度）に指定[4]

## 行事
- 1月1日（元旦） - 阿戸町駅伝大会
- 3月下旬 - 阿戸町ウオークラリー大会
- 6月 - 竹あかり＆ほたる祭り
- 8月15日 - 阿戸町納涼盆踊り大会
- 10月の日曜 - 阿戸町民体育祭（隔年開催）
- 10月19日直近の日曜 - 亀山八幡神社秋季大祭
- 11月第3日曜 - 阿戸町民まつり[4]

## 文化
- 横山家住宅 - 江戸時代の庄屋屋敷が当時のまま残っている
  - 熊野跡村の時代から、横山家住宅のそばの橋は熊野町との境界に近いことから「村界橋」と呼ばれている
- 上庭荒神社（かみにわこうじんしゃ）の大榎（おおえのき） - 熊野町との境の目印とされる[5]
- 亀山八幡神社 - 阿戸地区の氏神。亀山八幡神社秋季大祭「亀山八幡の祭りはやし行事」は享保年間に始まり、広島市指定無形文化財となっている
- 舛越神社 - 古くから「権現さん」と呼ばれ、春・夏・秋の年3回お祭が行われる
  - 舛越神社の前から舛越峠へ道があり、かつては中野・海田地区への近道とされていて、峠の中腹に「ささめ滝（舛越の滝）」がある。
- 下切地区の石垣 - 瀬野地区と阿戸町との境付近に位置する下切地区にある石垣。江戸時代に人の手により積まれた石垣が約800ｍにわたって保存されている。
- 和哥宮神社 - 江戸時代には存在していたという記録が残っており、民話「おばあちゃんとわかみやさん」の舞台とされる[6]

## 人口・世帯数
2018年6月末の人口は2,113人、世帯数は955世帯。

## 交通
地区内に鉄道はない。最寄り駅はJR山陽本線瀬野駅。

### バス
- 芸陽バス[7] 40-8号線, 7-8号線
  - （瀬野駅方面） - 上田前 - 熊野下跡 - 倉庫 - 昭和橋 - 香直屋橋 - 瀬戸 - 宮の郷 - 阿戸学校 - 長戸路橋 - 阿戸出張所 - 阿戸 - 山崎橋 - 国草 - （海上側）
- 朝日交通[8] 阿戸熊野線 阿戸線
  - 阿戸学校 - 長戸路橋 - 阿戸出張所 - 阿戸 - 山崎橋 - 国草 - （海上側 - 熊野町 熊野萩原方面）

### 道路
- 広島県道174号瀬野呉線 - 安芸区上瀬野・国道2号方面 / 熊野町方面
- 広島県道335号津江八本松線 - 東広島市八本松町吉川方面